# Dan Roundfield
Danny Thomas Roundfield, detto Dan (Detroit, 26 maggio 1953 – Aruba, 6 agosto 2012), è stato un cestista statunitense, professionista nella ABA, nella NBA e in Italia, tre volte All-Star nella NBA ed ex stella degli Atlanta Hawks.
Ha perso la vita nel 2012 all'età di 59 anni mentre si trovava in vacanza al mare di Aruba con la moglie, annegando nei pressi di una spiaggia che si trova nella parte sud dell'isola dopo aver cercato di aiutare la moglie, che si era trovata in difficoltà mentre nuotava. Il suo corpo è stato ritrovato circa un'ora dopo sotto ad alcune rocce.

## Carriera
Venne selezionato dai Cleveland Cavaliers al secondo giro del Draft NBA 1975 (28ª scelta assoluta).

## Statistiche

### NBA / ABA

#### Regular Season
| Anno      | Squadra              | PG  | PT  | MP   | TC%  | 3P%  | TL%  | RP   | AP  | PRP | SP  | PP   |
| --------- | -------------------- | --- | --- | ---- | ---- | ---- | ---- | ---- | --- | --- | --- | ---- |
| 1975-1976 | Indiana Pacers (ABA) | 67  | -   | 11,4 | 42,4 | 0,0  | 63,1 | 3,9  | 0,5 | 0,5 | 0,6 | 5,1  |
| 1976-1977 | Indiana Pacers (NBA) | 61  | -   | 27,0 | 46,6 | -    | 68,6 | 8,5  | 1,1 | 1,0 | 2,1 | 13,9 |
| 1977-1978 | Indiana Pacers       | 79  | -   | 30,7 | 48,9 | -    | 72,7 | 10,2 | 2,5 | 1,0 | 1,9 | 13,4 |
| 1978-1979 | Atlanta Hawks        | 80  | -   | 31,7 | 50,4 | -    | 71,4 | 10,8 | 1,6 | 1,1 | 2,2 | 15,3 |
| 1979-1980 | Atlanta Hawks        | 81  | -   | 32,0 | 49,9 | 0,0  | 71,0 | 10,3 | 2,3 | 1,2 | 1,7 | 16,5 |
| 1980-1981 | Atlanta Hawks        | 63  | -   | 33,8 | 52,7 | 0,0  | 72,1 | 10,1 | 2,6 | 1,2 | 1,9 | 17,6 |
| 1981-1982 | Atlanta Hawks        | 61  | 58  | 36,3 | 46,6 | 20,0 | 76,0 | 11,8 | 2,7 | 1,0 | 1,5 | 18,6 |
| 1982-1983 | Atlanta Hawks        | 77  | 76  | 36,5 | 47,0 | 18,5 | 74,9 | 11,4 | 2,9 | 0,8 | 1,5 | 19,0 |
| 1983-1984 | Atlanta Hawks        | 73  | 72  | 35,8 | 48,5 | 0,0  | 77,0 | 9,9  | 2,5 | 0,8 | 1,0 | 18,9 |
| 1984-1985 | Detroit Pistons      | 56  | 43  | 26,6 | 46,7 | 0,0  | 78,1 | 8,1  | 1,8 | 0,5 | 1,0 | 10,9 |
| 1985-1986 | Washington Bullets   | 79  | 21  | 29,4 | 48,8 | 0,0  | 75,4 | 8,1  | 2,1 | 0,5 | 0,6 | 11,6 |
| 1986-1987 | Washington Bullets   | 36  | 0   | 18,6 | 40,9 | 20,0 | 79,2 | 4,7  | 1,1 | 0,3 | 0,4 | 6,6  |
| Carriera  | Carriera             | 813 | 270 | 29,8 | 48,2 | -    | 73,5 | 9,2  | 2,0 | 0,9 | 1,4 | 14,3 |

#### Massimi in carriera
Regular Season
- Massimo di punti in ABA: 29 vs Denver Nuggets (31 ottobre 1975)
- Massimo di punti in NBA: 38 vs San Diego Clippers (21 novembre 1978)
- Massimo di rimbalzi in ABA: 14 vs Denver Nuggets (10 marzo 1976)
- Massimo di rimbalzi in NBA: 26 vs Philadelphia 76ers (11 marzo 1980)
- Massimo di assist in ABA: 3 vs San Antonio Spurs (7 aprile 1976)
- Massimo di assist in NBA: 11 vs Chicago Bulls (8 aprile 1983)
- Massimo di palle rubate in ABA: 2 vs Spirits of Saint Louis (16 novembre 1975)*
- Massimo di palle rubate in NBA: 5 (4 volte)*
- Massimo di stoppate in ABA: 4 vs New York Nets (8 febbraio 1976)*
- Massimo di stoppate in NBA: 9 vs Buffalo Braves (21 febbraio 1977)*

(* tenendo conto dei dati ABA e NBA al momento disponibili)

#### Playoffs
| Anno     | Squadra              | PG | PT | MP   | TC%  | 3P% | TL%  | RP   | AP  | PRP | SP  | PP   |
| -------- | -------------------- | -- | -- | ---- | ---- | --- | ---- | ---- | --- | --- | --- | ---- |
| 1976     | Indiana Pacers (ABA) | 2  | -  | 12,5 | 58,3 | -   | 88,9 | 5,0  | 0,0 | 1,0 | 2,0 | 11,0 |
| 1979     | Atlanta Hawks (NBA)  | 9  | -  | 37,6 | 45,9 | -   | 80,0 | 11,8 | 2,8 | 0,9 | 2,6 | 17,6 |
| 1980     | Atlanta Hawks        | 5  | -  | 34,8 | 46,4 | 0,0 | 62,9 | 11,6 | 2,2 | 0,8 | 1,6 | 17,2 |
| 1982     | Atlanta Hawks        | 2  | -  | 42,5 | 47,2 | -   | 57,1 | 11,0 | 1,0 | 1,0 | 2,0 | 21,0 |
| 1983     | Atlanta Hawks        | 3  | -  | 41,3 | 48,0 | 0,0 | 45,5 | 14,0 | 3,3 | 1,3 | 1,3 | 17,7 |
| 1984     | Atlanta Hawks        | 5  | -  | 38,2 | 43,5 | 100 | 71,4 | 8,8  | 1,6 | 0,4 | 1,4 | 17,2 |
| 1985     | Detroit Pistons      | 9  | 8  | 23,9 | 48,5 | -   | 94,1 | 6,7  | 1,7 | 0,4 | 0,7 | 9,1  |
| 1986     | Washington Bullets   | 5  | 0  | 35,4 | 52,8 | 0,0 | 82,4 | 9,2  | 2,0 | 0,4 | 0,8 | 14,0 |
| Carriera | Carriera             | 40 | 8  | 33,2 | 47,3 | -   | 73,2 | 9,7  | 2,0 | 0,7 | 1,5 | 15,0 |

#### Massimi in carriera
Playoffs
- Massimo di punti in ABA: 12 vs Kentucky Colonels (12 aprile 1976)
- Massimo di punti in NBA: 29 vs Philadelphia 76ers (23 aprile 1982)
- Massimo di rimbalzi in ABA: 6 vs Kentucky Colonels (12 aprile 1976)
- Massimo di rimbalzi in NBA: 20 vs Boston Celtics (19 aprile 1983)
- Massimo di assist in ABA: 0
- Massimo di assist in NBA: 7 vs Washington Bullets (22 aprile 1979)
- Massimo di palle rubate in ABA:
- Massimo di palle rubate in NBA: 3 vs Houston Rockets (13 aprile 1979)*
- Massimo di stoppate in ABA: 2 vs Kentucky Colonels (12 aprile 1976)*
- Massimo di stoppate in NBA: 4 (3 volte)*

(* tenendo conto dei dati ABA e NBA al momento disponibili)

## Palmarès
- All-NBA Team: 1

Second Team: 1980
- NBA All-Defensive Team: 5

First Team: 1980, 1982, 1983
Second Team: 1981, 1984
- NBA All-Star Game: 3

1980, 1981, 1982